# Rancho Calaveras
Rancho Calaveras is een plaats in Calaveras County in de Amerikaanse staat Californië.

## Geografie
Rancho Calaveras bevindt zich op 38°7′28″ noorderbreedte en 120°51′33″ westerlengte. De totale oppervlakte bedraagt 22,0 km² (8,5 mijl²) waarvan 21,9 km² (8,5 mijl²) land is en 0,1 km² (0,04 mijl²) of 0,35% water is.

## Demografie
Volgens de census van 2000 bedroeg de bevolkingsdichtheid 190,9/km² (494,4/mijl²) en bedroeg het totale bevolkingsaantal 4182 dat bestond uit:
- 89,02% blanken
- 0,86% zwarten of Afrikaanse Amerikanen
- 1,24% inheemse Amerikanen
- 1,48% Aziaten
- 0,12% mensen afkomstig van eilanden in de Grote Oceaan
- 2,80% andere
- 4,47% twee of meer rassen
- 10,14% Spaans of Latino

Er waren 1470 gezinnen en 1221 families in Rancho Calaveras. De gemiddelde gezinsgrootte bedroeg 2,84.

## Plaatsen in de nabije omgeving
De onderstaande figuur toont nabijgelegen plaatsen in een straal van 32 km rond Rancho Calaveras.